# Shiro Ishii
Shiro Ishii (Japans: 石井 四郎, Ishii Shirō) (Chiyoda, 25 juni 1892 – 9 oktober 1959) was een Japans microbioloog en hoofd van Eenheid 731 in het Japans Keizerlijk Leger.

## Biografie
Ishii studeerde vanaf april 1916 geneeskunde aan de Universiteit van Kioto. Nadat hij in december 1920 afstudeerde, sloot hij zich aan bij het leger, waar hij werkte als militair chirurg. In 1922 werd hij overgeplaatst naar het militaire hospitaal van Tokio. Hij bleef goede contacten onderhouden met de universiteit van Kioto en huwde de dochter van Akari Torasaburō, de rector. Dit zorgde voor een invloed in het onderzoeksteam van Kioto.
In 1928 reisde hij voor twee jaar naar voornamelijk Europese landen om zich te verdiepen in het gebruik van chemische en biologische wapens sinds de Eerste Wereldoorlog.
Bij zijn terugkomst was het nationalisme in Japan al sterk gegroeid, en Ishii bleef wijzen op het belang van chemische en biologische wapens. Bij de opperste bevelhebbers propageerde hij biologische wapens als "wapens van de toekomst" die essentieel zouden zijn voor het Japanse rijk. Ze waren veel goedkoper dan conventionele wapens. Biologische en chemische wapens werden verboden door het Protocol van Genève in 1925, dat ook door Japan ondertekend werd, maar Ishii werd hierdoor juist bemoedigd. Als iets slecht genoeg was om te verbieden, moest het wel erg effectief zijn, redeneerde hij.
Met het bezetten van Mantsjoerije werd Ishii hoofd van Eenheid 731 vanaf 1932.
Na de Tweede Wereldoorlog werd hij niet vervolgd doordat hij het Amerikaanse leger alle gegevens en resultaten bezorgde.
Hij overleed aan keelkanker.

## Daden
Ishii was bevelhebber van het biologisch wapenprogramma binnen het Japanse Keizerlijke Leger en was microbioloog van opleiding. Door hem of onder zijn toezicht werden vivisecties gedaan bij levende mensen, amputaties en herbevestiging van ledematen uitgevoerd, het effect van onbehandelde gangreen onderzocht door lichaamsdelen te bevriezen en opnieuw te ontdooien, het effect van granaten en vlammenwerpers op levende mensen onderzocht en mensen geinjecteerd met ziekteverwekkers.